# 유대교의 신

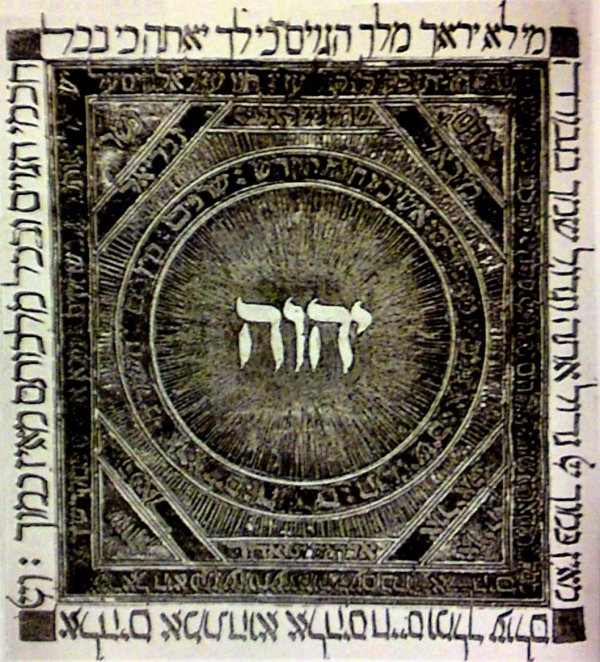
히브리어 성경 (1385년)의 세파르딕 사본 페이지에 새겨진 히브리어 신의 이름

유대교의 신은 다양한 방식으로 전해져 왔다.
유대교에서는 야훼가 아브라함, 이삭, 야곱의 엘로힘이며 이스라엘의 주인으로 이스라엘은 그의 종이라 주장한다. 유대인들은 야훼가 자신들을 이집트의 노예 생활에서 해방시켜 준 자이며 또한 토라에 기록된 것과 같이 야훼의 예언자인 모세를 통애이쓰라엘에게 기록 토라와 구전 토라를 그들에게 주었다고 주장한다.
유대교는 그가 유일한 신이며 그 외에는 또 다른 신이 없고, 또한 그가 시간과 공간, 물질적 우주와 추상적 개념을 완벽히 초월한 존재라 말한다.
야훼는 유일무이하고 완벽하며 모든 허물과 결핍과 결함이 없으며, 더 나아가 전지전능하며, 그의 모든 시간과장소에서 존재하는 모든 것의 유일한 창조주로 말해진다.
유대교는 야훼가 어떤 형상이나 모습을 가지고 있지 않다고 가르치며, 그저 사람이 단순 재미로 '야훼는 어떤 몸을 가지고 있을까?'와 같은 생각을 하는 것 조차도 할라카적으로 금기이다.
중세의 유대인 토라 학자 마이모니데스은 야훼에 대해 다소 세부적으로 묘사했다
Maimonides는 이븐 시나의 신이 무소 부재하고 무형적이며 우주 창조를 위해 필연적으로 존재하는 신에 대한 개념을 확인했으며, 동시에 아리스토텔레스의 신이 움직이지 않는 운동자라는 개념을 거부했다. 유대교에 대한 전통적인 해석은 일반적으로 신이 인격적 이면서도 초월적이며 세상에 개입할 수 있다는 점을 강조하는 반면 유대교에 대한 일부 현대적 해석은 신이 우주와 관련된 초자연적 존재가 아니라 비인격적인 힘 또는 이상이라고 강조한다.

## 같이 보기
- 신의 개념들
- 신의 존재
- 하나님을 경외하는 자들
- 유대교의 기원
- 노아의 7법
- 야훼교